# Concepción (Corrientes)
Pour les articles homonymes, voir Concepción.
Concepción est une ville de la province de Corrientes, en Argentine, et le chef-lieu du département de Concepción. Elle est située à 135 km au sud-est de Corrientes. Sa population s'élevait à 4 800 habitants en 2001.
Elle est également appelée de son nom guarani Yaguareté Corá, en référence au grand nombre de jaguars qui peuplaient la région.